# Allostigma guangxiense
Allostigma guangxiense är en tvåhjärtbladig växtart som beskrevs av Wen Tsai Wang. Allostigma guangxiense ingår i släktet Allostigma och familjen Gesneriaceae. Inga underarter finns listade i Catalogue of Life.